# Druivenkoers 2007
La Druivenkoers 2007, quarantasettesima edizione della corsa, valida come evento dell'UCI Europe Tour 2007 categoria 1.1, si svolse il 22 agosto 2007 su un percorso di 198,6 km. Fu vinta dal belga Roy Sentjens, che terminò la gara in 4h39'00" alla media di 42,7 km/h.
Al traguardo furono 22 i ciclisti che portarono a termine il percorso.

## Ordine d'arrivo (Top 10)
| Pos. | Corridore         | Squadra         | Tempo    |
| ---- | ----------------- | --------------- | -------- |
| 1    | Roy Sentjens      | Predictor       | 4h39'00" |
| 2    | Johnny Hoogerland | Van Vliet       | a 10"    |
| 3    | Nikolas Maes      | Ch. Jacques     | s.t.     |
| 4    | Björn Leukemans   | Predictor       | s.t.     |
| 5    | Janek Tombak      | Jartazi         | s.t.     |
| 6    | Simas Kondrotas   | Klaipeda        | s.t.     |
| 7    | Bert De Waele     | Landbouwkrediet | s.t.     |
| 8    | Holger Sievers    | Lamonta         | s.t.     |
| 9    | Matti Helminen    | DFL             | s.t.     |
| 10   | Wim Van Huffel    | Predictor       | s.t.     |